# TJ Slavia Píšť
TJ Slavia Píšť (celým názvem Tělovýchovná jednota Slavia Píšť) je fotbalový sportovní oddíl, který působí v Píšti, v okrese Opava v Moravskoslezském kraji. Sportovní oddíl se cíleně zaměřuje na výchovu fotbalistů ve všech věkových kategoriích. Klub byl založen několika nadšenci v roce 1946 pod názvem SK Píšť, v roce 1950 změnil název na DSO  Sokol Píšť a v roce 1966 změnil název na TJ Slavia Píšť. Začátky klubu byly těžké a založeny na dobrovolných příspěvcích hráčů a funkcionářů klubu. Po složitém jednání se prvním hřištěm stala louka v části Píště - Na Pile a to v letech 1947 až 1953. V roce 1953 bylo vybudováno nové hřiště, které se využívá nyní. Ke klubu patří také budovy šatny, tribuny a malá hospůdka.

## Historické názvy
- 1946 – SK  Píšť (Sportovní Klub Píšť)
- 1950 – DSO Sokol Píšť (Dobrovolná Sportovní Organizace Sokol Píšť)
- 1966 – TJ Slavia Píšť (Tělovýchovná Jednota Slavia Píšť)

## Umístění v jednotlivých sezonách
Stručný přehled
- 2004–2007: I. A třída Moravskoslezského kraje – sk. A
- 2007–2012: I. B třída Moravskoslezského kraje – sk. B
- 2012–2015: I. A třída Moravskoslezského kraje – sk. A
- 2015–2018: I. B třída Moravskoslezského kraje – sk. B
- 2018–2022: Okresní přebor Opavska
- 202–2023: I. B třída Moravskoslezského kraje – sk. B
- 2023–: I. A třída Moravskoslezského kraje – sk. A

Jednotlivé ročníky
Legenda: Z - zápasy, V - výhry, R - remízy, P - porážky, VG - vstřelené góly, OG - obdržené góly, +/- - rozdíl skóre, B - body, červené podbarvení - sestup, zelené podbarvení - postup, fialové podbarvení - reorganizace, změna skupiny či soutěže
| Česko (2004– ) |                                            |        |    |    |   |    |     |    |      |    |        |
| Sezóny         | Liga                                       | Úroveň | Z  | V  | R | P  | VG  | OG | +/-  | B  | Pozice |
| 2004/05        | I. A třída Moravskoslezského kraje – sk. A | 6      | 26 | 12 | 5 | 9  | 44  | 39 | +5   | 41 | 3.     |
| 2005/06        | I. A třída Moravskoslezského kraje – sk. A | 6      | 26 | 9  | 6 | 11 | 42  | 47 | -5   | 3  | 8.     |
| 2006/07        | I. A třída Moravskoslezského kraje – sk. A | 6      | 26 | 9  | 6 | 11 | 30  | 42 | -12  | 3  | 12.    |
| 2007/08        | I. B třída Moravskoslezského kraje – sk. B | 7      | 26 | 17 | 6 | 3  | 52  | 22 | +30  | 57 | 4.     |
| 2008/09        | I. B třída Moravskoslezského kraje – sk. B | 7      | 26 | 11 | 7 | 8  | 63  | 48 | +15  | 40 | 6.     |
| 2009/10        | I. B třída Moravskoslezského kraje – sk. B | 7      | 26 | 11 | 4 | 11 | 56  | 60 | -4   | 37 | 7.     |
| 2010/11        | I. B třída Moravskoslezského kraje – sk. B | 7      | 26 | 9  | 7 | 10 | 40  | 38 | +2   | 34 | 8.     |
| 2011/12        | I. B třída Moravskoslezského kraje – sk. B | 7      | 26 | 19 | 3 | 4  | 59  | 33 | +26  | 60 | 1.     |
| 2012/13        | I. A třída Moravskoslezského kraje – sk. A | 6      | 26 | 8  | 6 | 12 | 46  | 49 | -3   | 30 | 11.    |
| 2013/14        | I. A třída Moravskoslezského kraje – sk. A | 6      | 26 | 8  | 3 | 15 | 25  | 55 | -30  | 27 | 11.    |
| 2014/15        | I. A třída Moravskoslezského kraje – sk. A | 6      | 26 | 6  | 6 | 14 | 32  | 49 | -17  | 24 | 14.    |
| 2015/16        | I. B třída Moravskoslezského kraje – sk. B | 7      | 26 | 13 | 3 | 10 | 54  | 35 | +19  | 42 | 5.     |
| 2016/17        | I. B třída Moravskoslezského kraje – sk. B | 7      | 26 | 8  | 4 | 14 | 29  | 59 | -30  | 28 | 12.    |
| 2017/18        | I. B třída Moravskoslezského kraje – sk. B | 7      | 26 | 6  | 5 | 15 | 41  | 70 | -29  | 23 | 13.    |
| 2018/19        | Okresní přebor Opavska                     | 8      | 24 | 10 | 4 | 10 | 47  | 61 | -14  | 34 | 7.     |
| 2019/20        | Okresní přebor Opavska                     | 8      | 13 | 8  | 2 | 3  | 42  | 24 | +18  | 26 | 4.     |
| 2020/21        | Okresní přebor Opavska                     | 8      | 9  | 3  | 1 | 5  | 15  | 20 | -5   | 10 | 9.     |
| 2021/22        | Okresní přebor Opavska                     | 8      | 26 | 22 | 3 | 1  | 139 | 20 | +119 | 69 | 1.     |
| 2022/23        | I. B třída Moravskoslezského kraje – sk. B | 7      | 26 | 20 | 0 | 6  | 88  | 24 | +64  | 60 | 1.     |
| 2023/24        | I. A třída Moravskoslezského kraje – sk. A | 6      | 26 | 13 | 5 | 8  | 57  | 46 | +11  | 4  | 4.     |
| 2024/25        | I. A třída Moravskoslezského kraje – sk. A | 6      | 26 | 8  | 6 | 12 | 58  | 69 | -11  | 30 | 9.     |

Poznámky:
- 2019/20: Sezona nedohrána kvůli pandemii covidu-19.
- 2020/21: Sezona nedohrána kvůli pandemii covidu-19.

## TJ Slavia Píšť „B“
TJ Slavia Píšť „B“ byl rezervním týmem TJ Slavia Píšť, hrál nejvýše Okresní soutěž Opavska (9. nejvyšší soutěž).
Stručný přehled
- 2004–2009: Okresní soutěž Opavska – sk. A
- 2009–2010: Základní třída Opavska – sk. A

Jednotlivé ročníky
Legenda: Z - zápasy, V - výhry, R - remízy, P - porážky, VG - vstřelené góly, OG - obdržené góly, +/- - rozdíl skóre, B - body, červené podbarvení - sestup, zelené podbarvení - postup, fialové podbarvení - reorganizace, změna skupiny či soutěže
| Česko (2004– ) |                                |        |    |    |   |    |    |    |     |    |        |
| Sezóny         | Liga                           | Úroveň | Z  | V  | R | P  | VG | OG | +/- | B  | Pozice |
| 2004/05        | Okresní soutěž Opavska – sk. A | 9      | 24 | 9  | 4 | 11 | 50 | 47 | +3  | 31 | 8.     |
| 2005/06        | Okresní soutěž Opavska – sk. A | 9      | 24 | 6  | 3 | 15 | 33 | 49 | -16 | 21 | 12.    |
| 2006/07        | Okresní soutěž Opavska – sk. A | 9      | 22 | 7  | 2 | 13 | 35 | 41 | -6  | 23 | 10.    |
| 2007/08        | Okresní soutěž Opavska – sk. A | 9      | 24 | 9  | 4 | 11 | 50 | 49 | +1  | 31 | 7.     |
| 2008/09        | Okresní soutěž Opavska – sk. A | 9      | 24 | 6  | 5 | 13 | 40 | 49 | -9  | 23 | 13.    |
| 2009/10        | Základní třída Opavska – sk. A | 10     | 22 | 17 | 1 | 4  | 74 | 24 | +50 | 52 | 3.     |

## Další informace
Poblíž se nachází Pumptrack Píšť. Od 80. let minulého století se pravidelně konají kolem svátku sv. Vavřince tzv. odpusty, ty se konají první nebo druhý víkend v srpnu. Odpusty v Píšti mají velkou tradici. Od roku 2004 je pořadá fotbalový klub TJ Slavia Píšť.

## Galerie

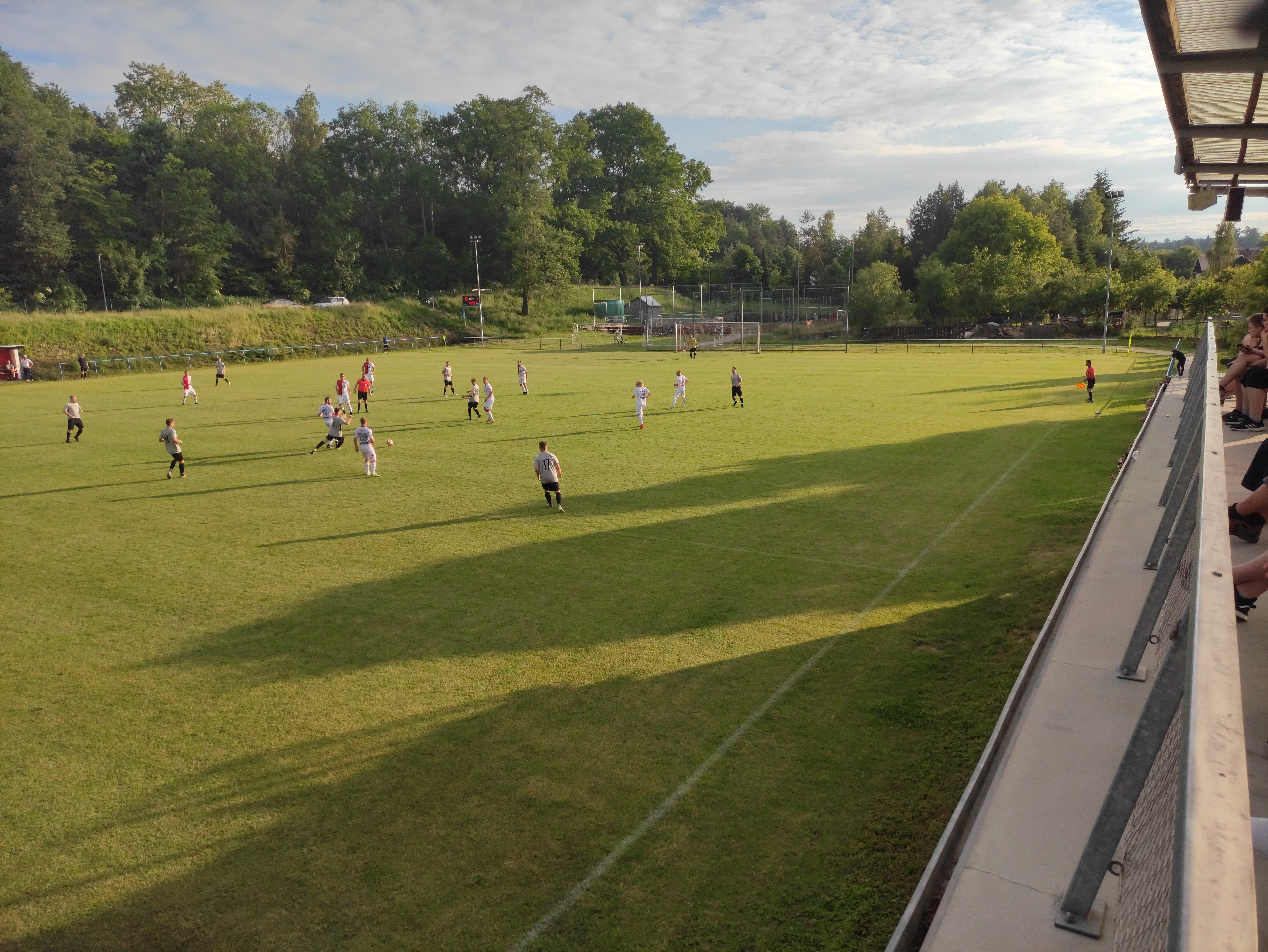
Pohled na hřiště z tribuny
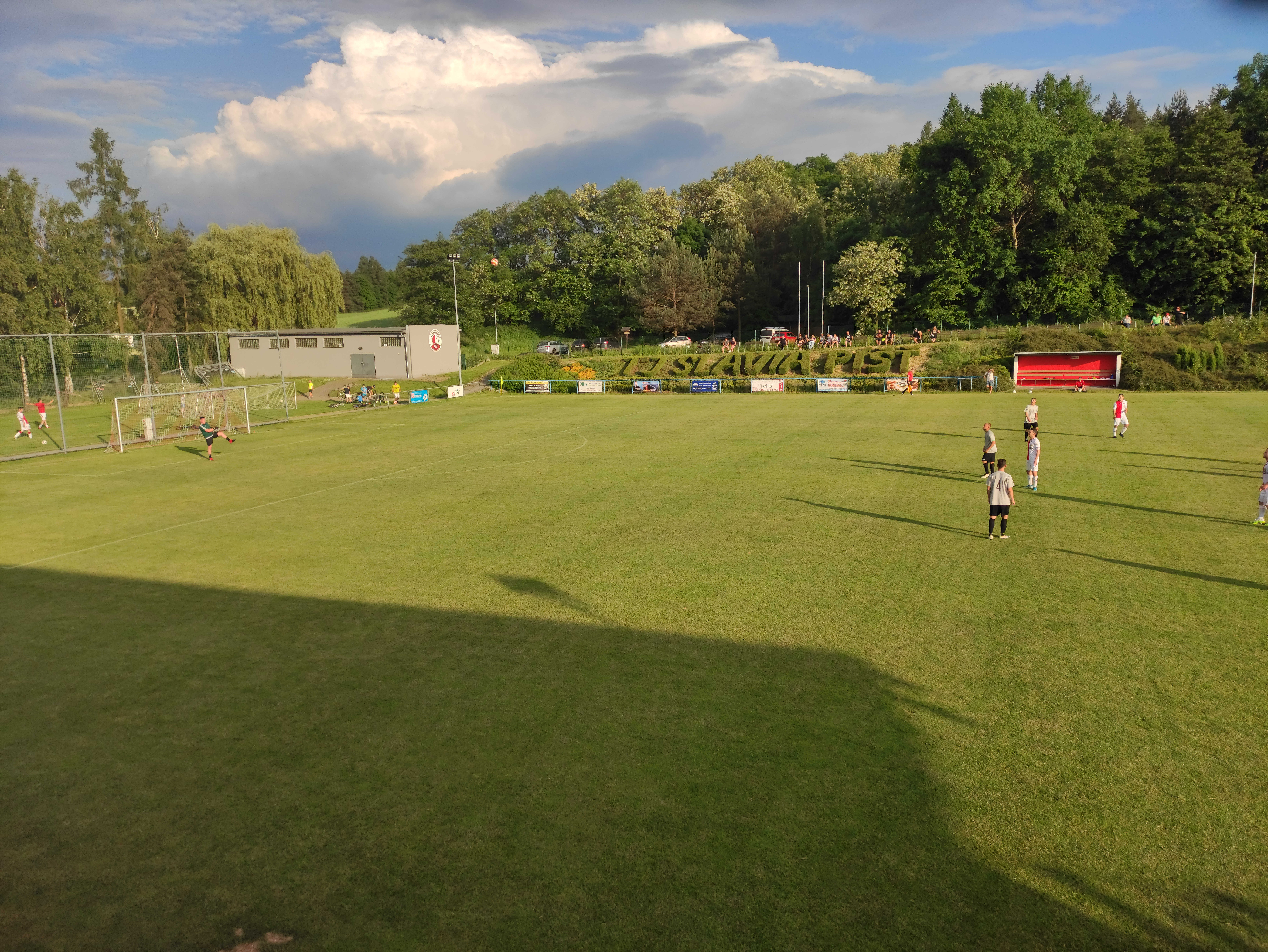
Pohled na hřiště z tribuny